# Klimovsk
Klimovsk (en russe : Климовск) est une ville de l'oblast de Moscou, en Russie, dans le raïon de Podolsk. Sa population s'élevait à 56 239 habitants en 2015.

## Géographie
Klimovsk est située à 55 km au sud de Moscou et à 8 km au sud de Podolsk.

## Histoire
Le village de Klimovka (Климовка) est fondée dans la première moitié du XIXe siècle près de la route Moscou – Toula – Serpoukhov. Klimovka est renommé Klimovsk en 1883, reçoit le statut de commune urbaine en 1928 et celui de ville le 7 octobre 1940. La naissance et le développement de Klimovsk sont étroitement liés à l'histoire de l'usine de constructions mécaniques. Le chemin de fer Moscou – Koursk passant à proximité du village a permis à un groupe de fabricants de commencer, en 1882, la construction d'une usine de pièces détachées pour les métiers à tisser le coton des provinces centrales de la Russie.

## Population
Recensements (*) ou estimations de la population
| 1926* | 1931  | 1939*  | 1959*  | 1970*  | 1979*  | 1989*  |
| ----- | ----- | ------ | ------ | ------ | ------ | ------ |
| 222   | 3 300 | 10 913 | 29 478 | 42 856 | 53 926 | 56 720 |

| 2002*  | 2010*  | 2012   | 2013   | 2014   | 2015   | - |
| ------ | ------ | ------ | ------ | ------ | ------ | - |
| 55 644 | 56 186 | 56 640 | 56 207 | 56 206 | 56 239 | - |

## Jumelages
- Novocheboksarsk (Russie)
- Ihtiman (Bulgarie)